# Carl von und zu Schachten
Carl Friedrich Theodor von und zu Schachten (* 2. Mai 1788 in Münden im Landkreis Waldeck-Frankenberg; † 17. September 1866 auf dem Rittergut Schachten) war Erbkämmerer und Mitglied der kurhessischen Ständeversammlung.

## Leben

### Herkunft und Familie
Carl von und zu Schachten entstammte dem hessischen Adelsgeschlecht Schachten und war ein Sohn des Gutsherrn August Friedrich von und zu Schachten (1747–1817) und dessen Ehefrau Johanne Christiane Caroline von Hanstein (1762–1810). Die Herren von und zu Schachten finden erstmals 1162 Erwähnung. Die Familie, die ihren Stammsitz auf dem Rittergut Schachten  hatte, starb 1922 im Mannesstamm aus.
Er war in erster Ehe mit Benedikte Sophie Wilhelmine Cornelius (1795–1847) verheiratet. Die Ehe blieb kinderlos und nach ihrem Tod heiratete er am 14. April 1848 in Dresden Antonette Sidonie Henriette Freiin von Hausen (1821–1908). Aus der Ehe gingen die Kinder
Sidoníe Henriette Doraline (* 1850), Charlotte Alexandra Doraline (* 1854), Henriette Laura Sidonie (* 1857, ⚭ Hermann Rudolf von Türkheim) hervor.
Carls Bruder Georg (1796–1868) war ebenfalls Abgeordneter.

### Wirken
Er fungierte als Erbkämmerer des Stifts Heerse. Dieses Amt gab ihm das Recht der Präsentation, d. h. Vorstellung und Einsetzung eines Pfarrers. Wegen dieser Rechte war es nach der Reformation zu Streitigkeiten gekommen, die erst nach der Säkularisation 1803 beendet wurden.
Die Angehörigen des katholischen Damenstifts und die zum evangelischen Glauben übergetretenen Herren von Schachten hatten unterschiedliche Auffassungen.
Neben diesem Erbamt war Carl kurhessischer Legationsrat und Kammerherr.
Februar/März 1838 trat er die Nachfolge des Politikers Rudolf von Buttlar als Abgeordneter der Ritterschaft des Diemelstroms in der kurhessischen Ständeversammlung an. Das Parlament hatte 53 Abgeordnete; davon entfielen 20 Sitze auf die Prinzen des Herrscherhauses, die Standesherren, die Prälaten und Ritter oder deren Vertreter. 16 Mandate hatten die Vertreter der Bauern und 17 Mandate standen den Städten und der Universität Marburg zu.
Von 1842 an war er im 8. Landtag für den Wahlbezirk Hofgeismar (Land).
1856 und 1858 (15./16. Landtag) hatte er für den Fürsten Bruno zu Ysenburg und Büdingen ein Mandat in dem Parlament, das 1830 während der Unruhen zum Zweck der Beratung und Verabschiedung einer Verfassung gebildet worden war und bis 1866 Bestand hatte, als das Land Hessen von Preußen annektiert wurde.